# マイク・ファン・ダイネン
マイク・ファン・ダイネン（Mike van Duinen、1991年11月6日 - ）は、オランダ・デン・ハーグ出身のサッカー選手。OFIクレタ所属。ポジションはFW。

## 経歴
ADOデン・ハーグでプロデビューし、公式戦に100試合以上出場した。
2015年7月、フォルトゥナ・デュッセルドルフに移籍した。
2016年1月、2015-16シーズン終了までローダJCにレンタルされた。
2018年7月9日、2部降格後ストライカー不足に悩んでいたPECズヴォレに移籍し、3年契約を交わした。
2021年7月10日、OFIクレタに3年契約で移籍した。